# Bambara
Pour les articles homonymes, voir Bambara (homonymie).
Le bambara (autonyme : bamanankan) est une des langues nationales maliennes. Elle est la principale langue maternelle du pays et la plus parlée.
Membre de la famille des langues mandées, elle fait partie du principal groupe en nombre de locuteurs, à savoir le groupe des langues mandingues. Ce groupe comprend principalement, outre le bambara, les différents maninka (Kita et Ouest) du Mali, le dioula en Côte d'Ivoire et au Burkina Faso, le mandinka au Sénégal et en Gambie, ainsi que le maninka de l’Est en Guinée et au Mali. Ces langues d'Afrique du nord présentent un continuum linguistique, c'est-à-dire que même les variantes les plus éloignées restent mutuellement intelligibles et qu'il n'y a pas de limites géographiques claires entre chaque dialecte identifié.
Le bambara est une langue très utilisée comme langue véhiculaire et commerciale en Afrique de l'Ouest.
C'est une langue du type sujet-objet-verbe, et plus précisément S AUX O V X (sujet - marque prédicative - objet direct - verbe - objet indirect ou circonstanciel) avec deux tons (ton haut et ton bas).

## Terminologie
Au vu de la délimitation complexe des différents parlers, on considère tantôt «le mandingue» comme une seule langue divisée en plusieurs dialectes et tantôt «les langues mandingues» comme un ensemble, en fonction du degré de similitude ou différence qu'on accorde aux diverses variantes. C'est cependant la seconde option qui est généralement suivie par la littérature scientifique contemporaine.

## Répartition géographique
Le Bambara est la langue la plus communément comprise au Mali. Elle est la principale langue maternelle et elle sert de langue véhiculaire aux Maliens à Bamako et sur la quasi-totalité du territoire.
Les principaux dialectes du bambara au Mali sont:
- dans l'ouest: Kaarta, parler de Tambacounda;
- dans le nord: Beledugu, Bananba, Mesekele;
- au centre: Jitumu, Jamaladugu, Ségu;
- dans le sud: Cakadugu, Keleyadugu, Jalakadougu, Kurulamini, Banimɔncɛ, Cɛmala, Cɛndugu, Baninkɔ, Shɛndugu, Ganadugu;
- dans l'est: Kala, Kuruma, Saro, dialectes au nord-est du Mopti (surtout Bɔrɛ);
- dans le sud-est: Zegedugu, Bɛndugu, Bakɔkan, Jɔnka;

## Systèmes d'écriture

### Écriture syllabaire masaba
Woyo Couloubaly a créé à partir des anciens idéogrammes Bambara en 1930, dans la région de Kaarta, un syllabaire Bambara, appelé masaba, comportant 123 caractères; cette écriture est d'une diffusion très restreinte.

### Écriture alphabétique latine
Depuis 1967, le bambara est écrit en alphabet latin (vingt-trois lettres de base ; les trois consonnes « Q/q », « V/v » et « X/x » ne sont utilisées que pour les emprunts directs à d'autres langues). Après la réforme orthographique de 1982, on utilise quatre lettres phonétiques additionnelles (deux voyelles « Ɛ/ɛ » et « Ɔ/ɔ », et deux consonnes « Ɲ/ɲ » et « Ŋ/ŋ ») pour étendre l'alphabet à 27 lettres (à la place des anciens digrammes ou anciennes voyelles diacritées). Les accents ne sont plus utilisés que pour indiquer la tonalité, mais dans les publications faites au Mali, les tons ne sont pratiquement jamais marqués. La notation des voyelles longues utilise le redoublement de la voyelle (les accents de tons sont alors généralement marqués sur la seconde voyelle).
Alphabet latin bambara depuis 1982 (27 lettres)
| A | B | C | D | E | Ɛ | F | G | H | I | J | K | L | M | N | Ɲ | Ŋ | O | Ɔ | P | R | S | T | U | W | Y | Z |
| a | b | c | d | e | ɛ | f | g | h | i | j | k | l | m | n | ɲ | ŋ | o | ɔ | p | r | s | t | u | w | y | z |

### Écriture alphabétique n'ko
Une active communauté malienne de langue bambara utilise l'écriture n'ko. Normalement écrit de droite à gauche, l'alphabet (monocaméral) comprend 26 lettres de base (7 voyelles et 21 consonnes) et 2 autres consonnes pour la variante woloso (ou wolusu) proche du Bambara officiel du Mali actuel ; il comprenait également 3 autres consonnes (archaïques) pour l'ancienne variante jona.

#### Voyelles
| a /a/ | é /e/ | i /i/ | è /ɛ/ | ou /u/ | ô /o/ | o /ɔ/ |
| ߊ     | ߋ     | ߌ     | ߍ     | ߎ      | ߏ     | ߐ     |

#### Consonnes
| ‘ /ʔ/ (dagbasinna) | n' /n̩/  | ba /ba/          | pa /pa/ | ta /ta/  | dja /d͡ʒa/ | tcha /t͡ʃa/ | da /da/ | ra /ɾa/ | rra /ra/          | sa /sa/         | gba /ɡ͡ba/        | fa /fa/        |
| ߑ                  | ߒ       | ߓ                | ߔ       | ߕ        | ߖ         | ߗ          | ߘ       | ߙ       | ߚ                 | ߛ               | ߜ                | ߝ              |
| ka /ka/            | la /la/ | na /na/ (woloso) | ma /ma/ | nya /ɲa/ | na /na/   | ha /ha/    | wa /wa/ | ya /ja/ | nya /ɲa/ (woloso) | ja /d͡ʒa/ (jona) | cha /t͡ʃa/ (jona) | ra /ɾa/ (jona) |
| ߞ                  | ߟ       | ߠ                | ߡ       | ߢ        | ߣ         | ߤ          | ߥ       | ߦ       | ߧ                 | ߨ               | ߩ                | ߪ              |

#### Diacritiques vocaliques
Le bambara, comme toutes les langues mandées, est aussi une langue tonale où la variation du ton change le sens du mot (bá = maman / bǎ  = chèvre). L'écriture utilise signes signes diacritiques, dont sept diacritiques (ajoutés au-dessus des voyelles) destinés à marquer les combinaisons entre un des quatre tons et une des deux longueurs vocaliques (aucun diacritique pour les voyelles courtes descendantes), et un diacritique supplémentaire (un point souscrit) pour marquer leur nasalisation.
| tonlongueur | haut | bas | montant | descendant |
| ----------- | ---- | --- | ------- | ---------- |
| court       | ߊ߫    | ߊ߬   | ߊ߭       |            |
| long        | ߊ߮    | ߊ߯   | ߊ߰       | ߊ߱          |

Pour noter certaines consonnes absentes des langues mandées, un signe diacritique (comme le point en chef notant normalement une voyelle courte de ton montant, ou le double point en chef pour une distinction supplémentaire) peut être également utilisé sur certaines consonnes pour les modifier.

#### Autres signes
En cas d'élision vocalique, des signes apostrophes (non diacritiques) conservent l'information tonale de la syllabe élidée. S'y ajoutent également des signes de ponctuation, dont un signe diacritique souscrit sous une lettre pour indiquer l'abréviation (notamment des unités de mesure). Un signe tiret bas (lajanyalan), sans valeur phonétique ou orthographique, peut également étendre typographiquement les lettres afin de mettre en valeur et lier les lettres des mots dans un style élargi.
L'écriture comprend aussi dix chiffres décimaux (également écrits de droite à gauche) et deux symboles monétaires.

## Littérature
La littérature en langue Bambara se développe lentement, du fait de la prédominance du français comme «Langue des élites», mais il existe cependant une tradition orale vivante, constituée, avant tout, d'épopées de rois et de héros. Cette tradition orale se transmet par les griots, qui sont à la fois des conteurs, des chanteurs et des livres d'histoire humains qui ont étudié l'art du chant et du récit pendant de longues années. Beaucoup de leurs épopées sont très anciennes, la tradition les fait remonter pour certaines aux temps de l'ancien empire du Mali.

## Prononciation

### Voyelles
Il y a sept voyelles orales qui peuvent être courtes ou longues : /a/, /e/, /ɛ/, /i/, /o/, /ɔ/ et /u/. L'orthographe latine de 1930 utilisait les lettres a/A, e/E, è/È, i/I, o/O, ò/Ò et u/U pour ces 7 voyelles, celle de 1970 utilise les lettres a/A, e/E, ɛ/Ɛ, i/I, o/O, ɔ/Ɔ et u/U en évitant les accents (réservés pour transcrire la tonalité).
L'allongement de chaque voyelle est orthographiée par redoublement de la voyelle latine de base avant la même voyelle éventuellement accentuée ou nasalisée. Chacune des sept voyelles peut aussi être nasalisée et l'orthographie latine les transcrit alors avec un digramme : an, en, ɛn (ou èn en 1930), in, on, ɔn (ou òn en 1930) et un.
|            | Antérieure | Antérieure | Antérieure | Postérieure | Postérieure | Postérieure |
| ---------- | ---------- | ---------- | ---------- | ----------- | ----------- | ----------- |
| Fermée     | /i/        | /iː/       | /ĩ/        | /u/         | /uː/        | /ũ/         |
| Mi-fermée  | /e/        | /eː/       | /ẽ/        | /o/         | /oː/        | /õ/         |
| Mi-ouverte | /ɛ/        | /ɛː/       | /ɛ̃/        | /ɔ/         | /ɔː/        | /ɔ̃/         |
| Ouverte    | /a/        | /aː/       | /ã/        |             |             |             |

### Consonnes
|           | Bilabial | Bilabial | Labio- dental | Labio- dental | Alvéolaire | Alvéolaire | Post- -alvéolaire | Post- -alvéolaire | Palatal | Palatal | Vélaire | Vélaire | Labio- vélaire | Labio- vélaire | Glottale | Glottale |
| --------- | -------- | -------- | ------------- | ------------- | ---------- | ---------- | ----------------- | ----------------- | ------- | ------- | ------- | ------- | -------------- | -------------- | -------- | -------- |
| Occlusif  | p        | b        |               |               | t          | d          |                   |                   |         |         | k       | ɡ       |                |                |          |          |
| Affriquée |          |          |               |               |            |            | t͡ʃ                | d͡ʒ                |         |         |         |         |                |                |          |          |
| Nasal     |          | m        |               |               |            | n          |                   |                   |         | ɲ       |         | ŋ       |                |                |          |          |
| Fricatif  |          |          | f             |               | s          | z          | ʃ                 |                   |         |         |         | ɣ       |                |                | h        |          |
| Roulée    |          |          |               |               |            | r          |                   |                   |         |         |         |         |                |                |          |          |
| Spirant   |          |          |               |               |            | l          |                   |                   |         | j       |         |         |                | w              |          |          |

L'alphabet officiel du bambara au Mali comporte 20 consonnes : b, c, d, f, g, h, j, k, l, m, n, ɲ, ŋ, p, r, s, t, w, y, z.
Le plus souvent, chaque consonne correspond à un seul son. Il y a toutefois quelques exceptions :

- ‹ w › se prononce généralement [w], mais placé à la fin d'un mot, ‹ w › est la marque du pluriel et se prononce alors [u] ;
- ‹ s › se prononce le plus souvent comme dans le mot français « sapin », mais il peut parfois se prononcer [ ʃ ] comme dans le mot « chapeau », ou encore [z], notamment après une voyelle nasale ;
- ‹ g › se prononce le plus souvent comme dans le mot français « gare », mais à l'intérieur d'un mot il peut se prononcer [ɣ][7] par exemple ‹ mɔgɔ › (« personne ») [mɔ̀ɣɔ́], et au début parfois [gw], par exemple ‹ gɛlɛn › (« difficile ») [ɡɛ̀lɛ̃́] ou [ɡʷɛ̀lɛ̃́] ou ‹ ga › (« foyer ») [ɡǎ] ou [ɡʷǎ][8].

## Grammaire
Les phrases sont construites sur le modèle  S AUX O V X (sujet - marque prédicative - objet direct - verbe - object indirect ou circonstanciel) .
Il n'y a aucun genre grammatical en bambara. Le genre pour un nom peut être spécifié dans certains cas en ajoutant un suffixe -cɛ pour les noms masculins et -muso pour les noms féminins. Le pluriel se forme en ajoutant « -w » ou (pour 4 mots) « -nu » aux noms ou adjectifs.
Il n'y a pas de conjugaison. La marque du temps et les formes affirmatives/négatives sont restituées par des marques prédicatives placées après le sujet : ù yé sògo` dún : ils ont mangé de la viande, ù tɛ́nà sògo dún : ils ne mangeront pas de viande, avec ù = ils (ou elles), yé = marque du complétif affirmatif, tɛ́nà = marque du futur négatif, sògo = viande, dún = manger.
Les déterminants des noms (adjectifs, nombre) sont postposés. jíri tán = dix arbres, jíri misɛn = un petit arbre.
Le bambara utilise des postpositions, comme bólo, qui indique la possession, lá qui a une valeur locative, etc. Beaucoup de postpositions ont la même forme que des noms : par exemple, bólo signifie aussi 'main'.
Le bambara dispose de beaucoup de conjonctions, mais beaucoup d'entre elles ont été remplacées dans l'usage quotidien par des mots empruntés au français tels que parce que.

### Exemples
- Comment t'appelles-tu? (Ton nom est comment?: I tɔgɔ ye di? I tɔgɔ? E tɔgɔ?
- Je m'appelle Abdoul. (Mon nom Abdoul): Ne tɔgɔ ye Abdul
- Quel est ton nom de famille?: I jamu?
- Mon nom de famille est Koné: Ne jamu Koné
- Je parle un peu de bambara: Ne bɛ bamanankan fɔ dɔɔnin-dɔɔnin
- Tu vas manger?: I bɛna dumuni kɛ wa?
- Je pars, je m'en vais: Ne bɛ taa

Salutations:
- Matin: I ni sɔgɔma! > i ni sɔgɔma (i = tu; aw = vous; ni = et; sɔgɔma = matin)
- Midi: I ni tile! > i ni tile
- Après-midi: I ni wula! > i ni wula (bonsoir)
- Soir et nuit: I ni su! > i ni su (au pluriel aw ni su)
- Comment vas-tu?: I ka kɛnɛ? (pour le pluriel= aw ka kénè)
- Bonne arrivée: I ni se!
- Merci: I ni ce
- Au revoir: K'an bɛn
- Viens: Na yan

## Exemples
| Mot     | Traduction | Orthographe à la française |
| ------- | ---------- | -------------------------- |
| terre   | dugukolo   | dougou kolo                |
| ciel    | sankolo    |                            |
| eau     | ji         | dji                        |
| feu     | tasuma     | tasouma                    |
| homme   | cɛ         | tiè                        |
| femme   | muso       | mousso                     |
| manger  | dun        | dun                        |
| boire   | min        | mi                         |
| ainé    | kɔrɔ       | koro                       |
| cadet   | dɔgɔ       | dogo                       |
| nuit    | su         | sou                        |
| jour    | tile       | tlé, klé                   |
| gros    | belebele   |                            |
| travail | baara      |                            |
| enfant  | den        |                            |
| argent  | wari       |                            |
| un      | kelen      |                            |
| deux    | fila       |                            |
| trois   | saaba      |                            |
| quatre  | naani      |                            |
| cinq    | duuru      | dourou                     |
| six     | wɔɔrɔ      | wooro                      |
| sept    | wolonfla   |                            |
| huit    | segin      | chéguin                    |
| neuf    | kɔnɔntɔn   |                            |
| dix     | tan        |                            |

## Pronoms personnels
Les pronoms personnels de la langue bambara (non-emphatiques/emphatiques) :
- ń/nê
- í/ê
- à/àlê
- án/ánw
- á/áw
- ù/òlú

## Enseignement du bambara
Au Mali, le bambara est enseigné au Centre d'étude de langue bambara de Faladié.
En France, le bambara est enseigné à l'Institut national des langues et civilisations orientales (INALCO), à l'École normale supérieure à Paris ainsi que dans des centres sociaux et des associations,,en région parisienne.
Le bambara est une des épreuves de langues facultatives du baccalauréat français, à l'écrit, parmi les langues dites « rares » (c'est-à-dire peu enseignées en France). Le bambara fait partie des six langues africaines que l'on peut présenter au baccalauréat avec le peul, le haoussa, le berbère, le swahili, le malgache et l'amharique.